# Estação Concessionárias
A Estação Concessionárias é uma das estações do Metrô do Distrito Federal, situada em Águas Claras, entre a Estação Águas Claras e a Estação Praça do Relógio. Administrada pela Companhia do Metropolitano do Distrito Federal, faz parte da Linha Verde.
Foi inaugurada em 11 de maio de 2004. Localiza-se entre o Boulevard Norte e o Boulevard Sul. Atende a região administrativa de Águas Claras.